# People's
 (décembre 2018).
Si vous disposez d'ouvrages ou d'articles de référence ou si vous connaissez des sites web de qualité traitant du thème abordé ici, merci de compléter l'article en donnant les références utiles à sa vérifiabilité et en les liant à la section « Notes et références ».
People's est une compagnie aérienne autrichienne. Elle est basée à l'aéroport de Vienne-Schwechat et à l'aéroport de Saint-Gall-Altenrhein. Sa flotte se compose de deux appareils de type Embraer 170 (OE-LMK et OE-LTK).

Ancien logo de la compagnie